# Albertosaurus

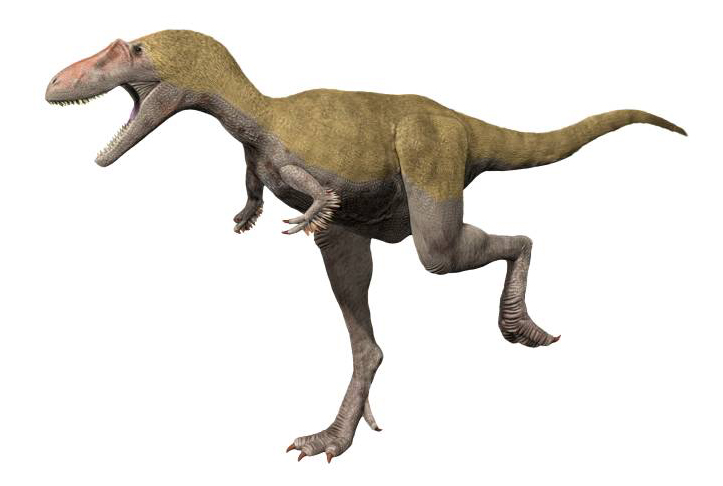
Restaurare

Albertosaurus (însemnând „șopârlă din Alberta”) este un gen de teropod tyrannosaurid care a trăit în vestul Americii de Nord în timpul perioadei Cretacicului târziu, aproximativ acum 70 de milioane de ani în urmă. Specia tip, 
Albertosaurus sarcophagus, aparent, a trăit în provincia canadiană Alberta, după care genul este numit. Oamenii de știință nu sunt de acord cu privire la conținutul genului, unii considerând specia Gorgosaurus libratus ca o a doua specie de Albertosaurus.

Ca tyrannosaurid, Albertosaurus a fost un prădător biped cu niște mâini mici dotate cu doar 2 degete și un cap masiv care avea o duzină de dinți mari și ascuțiți. S-ar putea să fi fost în vârful lanțului trofic în ecosistemul său local. Deși era un teropod masiv, Albertosaurus a fost mult mai mic decât ruda sa mai mare și mai faimoasă Tyrannosaurus rex, având dimensiunea de la 9 până la 10 metri lungime și greutatea de 2 tone.